# مارگارت آرچر
مارگارت اسکاتفرد آرچر (به انگلیسی: Margaret Scotford Archer) (۲۰ ژانویه ۱۹۴۳-۲۱ می ۲۰۲۳) جامعه‌شناس بریتانیایی است. آرچر همانند بسیاری از جامعه‌شناسان، دغدغهٔ چگونگی مواجهه با ساختار و عاملیت را در ذهن داشت. یکی از مهم‌ترین کتاب‌هایش «نظریه واقع‌گرایی انتقادی: رویکرد ریخت‌شناسی» (۱۹۹۵) است. وی در این کتاب کوشیده‌است که به تبیین تغییرات ساختاری و فرهنگی و احتمالاً بازتولید آنها بپردازد.

## رهیافت تکوین شکل
آرچر، رهیافت تکوین شکل morphogenetic approach را با دوگانه انگاری تحلیلی analytical dualism که از آن نام می‌برد آغاز می‌کند. در اصل آرچر دوگانه‌انگاری تحلیلی را در برابر دوگانگی ساختار duality of structure از آنتونی گیدنز قرار داد. در رهیافت آرچر ساختار و عاملیت از نظر هستی‌شناسی از هم جدا هستند اگر چه از نظر علّی به هم وابسته می‌باشند. وی مخالف تلفیق تحلیلی ساختار و عاملیت بوده و از سه نوع تلفیق در این زمینه یاد می‌کند که همگی آن‌ها به نظر وی اشتباه و مغلطه هستند. تلفیق رو به بالا upward conflation به این معنا که یک گروه جهان‌بینی‌اش را بر دیگران تحمیل می‌کند. همچنین یعنی جامعه یا ساختار به عنوان یک اثر تجمعی از کنش‌های انسانی شناخته شده و یک تصویر کاملاً مبتنی بر اختیار از جامعه ارائه می‌شود. تلفیق رو به پایین downward conflation یعنی فرهنگ و ساختار به عنوان پدیده‌های کلانی در نظر گرفته شده که بر کنشگران تأثیر می‌گذارد بدون آن‌که خودشان از این تأثیر آگاه باشند. تلفیق مرکزی central conflation نیز اشاره به تحلیل همزمان ساختار و عاملیت دارد که در کارهای گیدنز نمود بارز دارد. به این ترتیب وی دوگانه انگاری تحلیلی را در رهیافت خویش برای از بین بردن این مغالطات معرفی می‌کند.
رهیافت تکوین شکل اساساً این موضوع را برجسته می‌کند که مردم در داخل شرایط ساختاری و فرهنگی عمل کرده و سپس با توجه به آن، اعمال آن‌ها تغییر کرده یا ساختار قبل را تقویت می‌کند. عنصر زمان در این رهیافت حائز اهمیت است. زمان 1 (t1)، با شرایط ساختاری و فرهنگی از پیش موجود آغاز می‌شود. در زمان 2 (t2)، مردم همان‌طور که در داخل شرایط ساختاریشان عمل می‌کنند، آن شرایط را در فرایندی که آرچر آن را تکمیل ساختاری می‌نامد تغییر داده یا تقویت می‌کنند. این اتفاق برای شرایط فرهنگی نیز دقیقاً به همین شکل رخ می‌دهد. زمان 3 (t3)، شامل شرایط تغییر یافته یا تقویت شده‌ای است که شرایط پیشینی را برای تحلیل‌های بعدی کنش فراهم می‌آورد:
شرایط ساختاری T1 کنش متقابل اجتماعی T2 تکمیل ساختاری T3
شرایط فرهنگی T1 کنش متقابل اجتماعی-فرهنگی T2 تکمیل فرهنگی T3
گرچه تکمیل فرهنگی حاوی دو مفهوم تغییر ساختار و فرهنگ، و تقویت ساختارها یا فرهنگ قبلی به‌طور همزمان می‌شود اما برای حالتی که ظاهراً هیچ تغییری در ساختار و فرهنگ ایجاد نمی‌شود واژهٔ بازتولید نیز در مرحلهٔ آخر بکار رفته‌است که آن را به جای تکوین شکل به ایستایی شکل نسبت داده‌اند.

## جنجال
در مصاحبه ای با بلومبرگ، آرچر در مورد حضور نامزد ریاست جمهوری ایالات متحده برنی سندرز در کنفرانس آکادمی علوم اجتماعی پاپی که او سازماندهی کرده بود بحث کرد. آرچر سندرز را به یک «بی‌ادبی تاریخی» متهم کرد و مدعی شد که وی پس از لابی کردن برای دعوت به کنفرانس و عدم اطلاع به دفتر خود، به دنبال سیاسی کردن حضور خود بوده‌است. مارسلو سانچز سوروندو، رئیس آکادمی، و ارشد آرچر، با نسخه آرچر از رویدادها مخالفت کرد. سانچز سوروندو پس از اینکه مکرراً از گفتن به خبرنگار بلومبرگ خودداری کرد، اصرار داشت که در صدور دعوتنامه از پروتکل مناسبی پیروی شده‌است: این درست نیست و او این را می‌داند. من او را با اجماع او دعوت کردم.» دعوت نامه مورد بحث دارای امضای او و همچنین نام آرچر (اما نه امضای او) بود و بیان می‌کرد که سانچز سوروندو از سندرز از طرف آرچر دعوت می‌کند.